# Jaltocan, Hidalgo
Jaltocan är en ort i Mexiko.   Den ligger i kommunen Jaltocán och delstaten Hidalgo, i den sydöstra delen av landet, 200 km norr om huvudstaden Mexico City. Jaltocan ligger 207 meter över havet och antalet invånare är 5 641.
Terrängen runt Jaltocan är kuperad åt sydost, men åt nordväst är den platt. Runt Jaltocan är det ganska tätbefolkat, med 248 invånare per kvadratkilometer. Närmaste större samhälle är Huejutla de Reyes, 12,4 km öster om Jaltocan. I omgivningarna runt Jaltocan växer i huvudsak städsegrön lövskog.